# Sarai Linder
Sarai Linder (Sinsheim, 26 de outubro de 1999) é uma futebolista alemã que atua como meio-campista. Atualmente joga pelo VfL Wolfsburg.

## Carreira nos clubes
Nascida em Sinsheim, Linder começou a jogar futebol no clube distrital de Sinsheimer, SV Hilsbach, e mudou para o departamento de jovens do TSG 1899 Hoffenheim em 2010, ao qual pertenceu até 2016 e em sua última temporada na temporada sul da B-Junior Bundesliga jogou jogos da liga.
Para a temporada 2015-16, ela foi promovida ao segundo time, pelo qual marcou cinco gols em 15 jogos da liga na 2. Frauen-Bundesliga Sul. Ela coroou sua estreia sênior em 30 de agosto de 2015 (1ª rodada) em uma vitória por 4 a 1 no jogo em casa contra o 1. FFC Frankfurt II com seu primeiro gol, marcando o placar final no minuto 81. O fim da temporada foi comemorado em primeiro lugar. Ela fez sua estreia na Bundesliga inesperadamente em 30 de outubro de 2016 (6ª rodada) em uma vitória fora de casa por 1 a 0 contra o Bayer 04 Leverkusen com uma substituição no minuto 88 para Anne Fühner. De 2017 a 2020, pertencente ao primeiro time, ela jogou em mais 46 jogos da liga, nos quais marcou dois gols.
Ela então passou um ano na Universidade da Flórida Central e foi recebida como uma das cinco novas adições aos Knights, o time de atletismo do colégio. Na temporada de 2020, ela jogou sete partidas de 14 de fevereiro a 11 de abril.
De volta à Alemanha, ela jogou novamente pelo TSG 1899 Hoffenheim na Bundesliga na temporada 2021-22.
Na janela de transferências do verão de 2024, foi anunciado que Linder assinou um contrato de três anos com o VfL Wolfsburg, um rival da Bundesliga de sua estação de longa data, o TSG Hoffenheim.

## Carreira internacional
Em cinco anos, Linder passou pelas seleções juvenis da faixa etária Sub-15 a Sub-19 antes de estrear pela seleção nacional Sub-20 em 18 de outubro de 2017, em uma derrota amistosa por 2 a 0 contra a Sérvia.
Com a seleção nacional sub-17, participou do Campeonato Europeu, que foi realizado na Bielorrússia de 4 a 16 de maio de 2016, disputou o primeiro e o terceiro jogos, as semifinais, que a Alemanha venceu por 4 a 3 contra a Inglaterra, e a final por 3 a 2 vencida nos pênaltis contra a Espanha.
Na Copa do Mundo Sub-17 do mesmo ano, ela jogou as duas primeiras partidas e as quartas de final, que perderam por 2 a 1 para a Espanha.
Em 2022, Linder foi convocada para a seleção principal da Alemanha.

## Títulos
TSG Hoffenheim
- 2. Frauen-Bundesliga Süd: 2016

Alemanha
- Jogos Olímpicos: 2024 (medalha de bronze)